# 의학 교육
의학 교육(Medical education)은 의사가 되기 위한 초기 훈련(예: 의과대학 및 인턴십)과 이후의 추가 훈련(예: 레지던트, 펠로우십 및 지속적인 의학 교육)을 포함하여 의료인의 실무와 관련된 교육이다.
의학 교육 및 훈련은 전 세계적으로 상당히 다양하다. 교육 연구가 활발한 분야인 의학교육에서는 다양한 교수법이 사용되어 왔다.
의학교육은 초급, 대학원, 지속적인 의학 교육을 포함한 모든 수준의 의사를 교육하는 주제별 학문 분야이기도 하다. 의학 교육 단계로 넘어가기 전에 위임 가능한 전문 활동과 같은 특정 요구 사항을 충족해야 한다.